# Guy Thys
Guy Thys (Anversa, 6 dicembre 1922 – Anversa, 1º agosto 2003) è stato un allenatore di calcio e calciatore belga, noto soprattutto per essere l'allenatore di maggior successo nella storia della nazionale di calcio belga, poiché è riuscito a guidare la nazionale all'unica finale del  Campionato europeo UEFA nel 1980 e a un quarto posto alla Coppa del Mondo FIFA 1986.

## Biografia
Guy Thys era figlio del capocannoniere Ivan Thys del Beerschot AC e suo nipote Arthur De Greef è un ex tennista.

## Carriera

### Giocatore
Crebbe nelle giovanili del Beerschot, club con cui poi militò per oltre un decennio in prima squadra salvo una stagione in prestito al Daring Bruxelles (1942-43). Seguì un quadriennio allo Standard Liegi, dove nell'ultima stagione (1953-54) vinse una Coppa del Belgio. Nei primi anni cinquanta raccolse inoltre due presenze con la maglia del Belgio.
Debuttò nelle vesti di calciatore-allenatore nel 1954, con il Cercle Bruges, dove rimase per altri quattro anni. Successivamente nella stagione 1958-59 passò al Lokeren, squadra in cui pose termine alla carriera agonistica.

### Allenatore
Diventò quindi tecnico a tempo pieno nel Wezel (1960-63), cui seguirono gli incarichi nell'Herentals (1963-66), vincendo il campionato di Terza Categoria, del Beveren (1966-69), vincendo i tornei di Seconda e Terza Categoria, nell'Union Saint-Gilloise (1969-73) e nell'Anversa (1973-76), centrando per due anni di fila (1974 e 1975) il secondo posto in campionato.
Nel 1976 divenne commissario tecnico del Belgio, ottenendo il secondo posto agli Europei del 1980 giocati in Italia, battuto dalla Germania Ovest, e il quarto posto ai Mondiali del 1986 in Messico, arrendendosi in semifinale contro l'Argentina di Diego Armando Maradona.
Lasciò la panchina della Nazionale nel 1989, ma nel febbraio del 1990 venne richiamato dalla Federazione per guidare i belgi anche ai Mondiali del 1990 in terra italiana, uscendo negli ottavi di finale contro l'Inghilterra dopo i supplementari. Nel maggio del 1991 lasciò per la seconda e ultima volta la panchina della Nazionale, ritirandosi dall'attività.

## Palmarès

### Giocatore

#### Club
- Coppa del Belgio: 1

Standard Liegi: 1953-1954

### Allenatore

#### Club
- Tweede klasse: 1

Beveren: 1966-1967
- Derde klasse: 3

Cercle Bruges: 1955-1956
Herentals: 1963-1964
Beveren: 1968-1969
- Campionato di Quarta Categoria: 1

Wezel: 1959-1960

#### Nazionale
- Campionato d'Europa UEFA finalista: 1980
- Premio nazionale belga al merito sportivo: 1980
- Coppa del Mondo FIFA 4°: 1986

#### Individuale
- World Soccer Allenatore dell'anno:1986
- RFBA 125 anni Icone - Allenatore di squadra: 2020